# Michalová
Michalová (bis 1927 slowakisch auch „Michalková“; ungarisch Mihálytelek – bis 1886 Mihalova) ist eine Gemeinde in der Mitte der Slowakei mit 1208 Einwohnern (Stand 31. Dezember 2024), die zum Okres Brezno, einem Kreis des Banskobystrický kraj gehört und zur traditionellen Landschaft Horehronie gezählt wird.

## Geographie

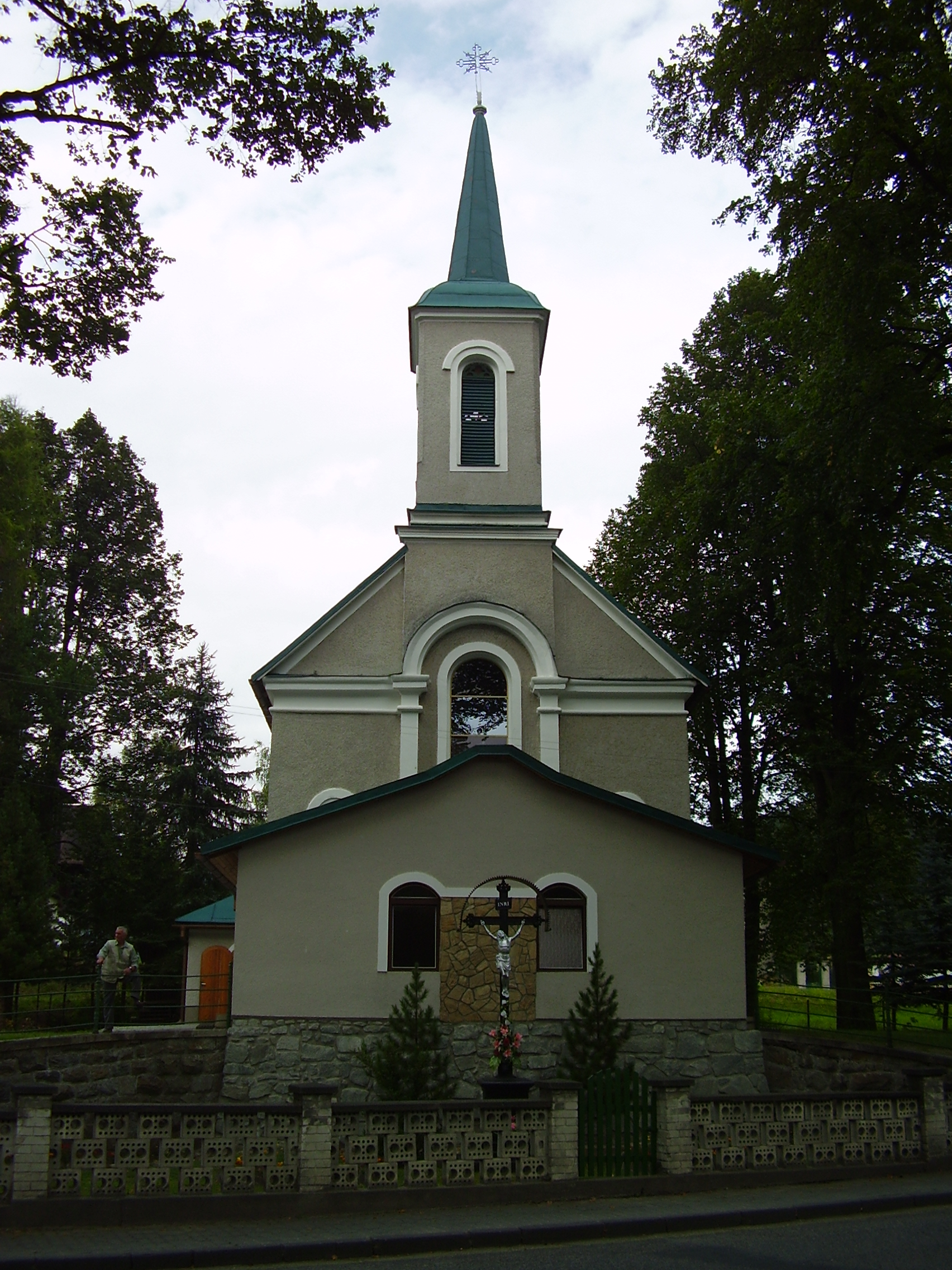
Kirche

Die Gemeinde befindet sich in einem Ausläufer der Tallandschaft Horehronské podolie, genauer in deren Unterteil namens Breznianska kotlina im Tal des Baches Rohožná, umgeben von den Ausläufern des Gebirges Veporské vrchy. Die Höhe im Gemeindegebiet variiert von 586 m n.m. bis zu 1195 m n.m. und wird mehrheitlich von Misch- und Nadelwald bedeckt. Das Ortszentrum liegt auf einer Höhe von 590 m n.m. und ist 12 Kilometer von Brezno entfernt.

## Geschichte
Der Ort entstand im Jahre 1788 als eine Kammersiedlung im damaligen Gebiet der Stadt Brezno, in der Nähe eines Eisenerzbergwerks sowie eines Hochofens. Nach dem Untergang von Roheisenherstellung im späten 19. Jahrhundert lebten die meisten Einwohner von Forstwirtschaft und Säge, Herstellung von Holzkohle, einige waren als Fuhrmänner tätig.
Bis 1918 gehörte der im Komitat Sohl liegende Ort zum Königreich Ungarn und kam danach zur Tschechoslowakei bzw. heute Slowakei. In den Jahren 1938–1950 bestand beim Ort ein Manganerzbergwerk.

## Bevölkerung
| Jahr                | 1994 | 2004    | 2014    | 2024     |
| ------------------- | ---- | ------- | ------- | -------- |
| Anzahl der Personen | 1371 | 1391    | 1372    | 1208     |
| Unterschied         |      | +1,45 % | −1,36 % | −11,95 % |

| Jahr                | 2023 | 2024    |
| ------------------- | ---- | ------- |
| Anzahl der Personen | 1234 | 1208    |
| Unterschied         |      | −2,10 % |

Ergebnisse nach der Volkszählung 2001 (1371 Einwohner):
| Nach Ethnie: - 99,20 % Slowaken - 0,29 % Magyaren - 0,22 % Tschechen - 0,22 % Polen | Nach Konfession: - 92,12 % römisch-katholisch - 4,74 % konfessionslos - 1,60 % evangelisch - 0,58 % keine Angabe |

## Sehenswürdigkeiten
- römisch-katholische Kirche aus dem Jahr 1890

## Verkehr
Michalová ist über die Staatsstraße 72 (Brezno–Rimavská Sobota) sowie über die Bahnstrecke Podbrezová–Tisovec (Haltestelle Michalová) zu erreichen.